# Umesamiska

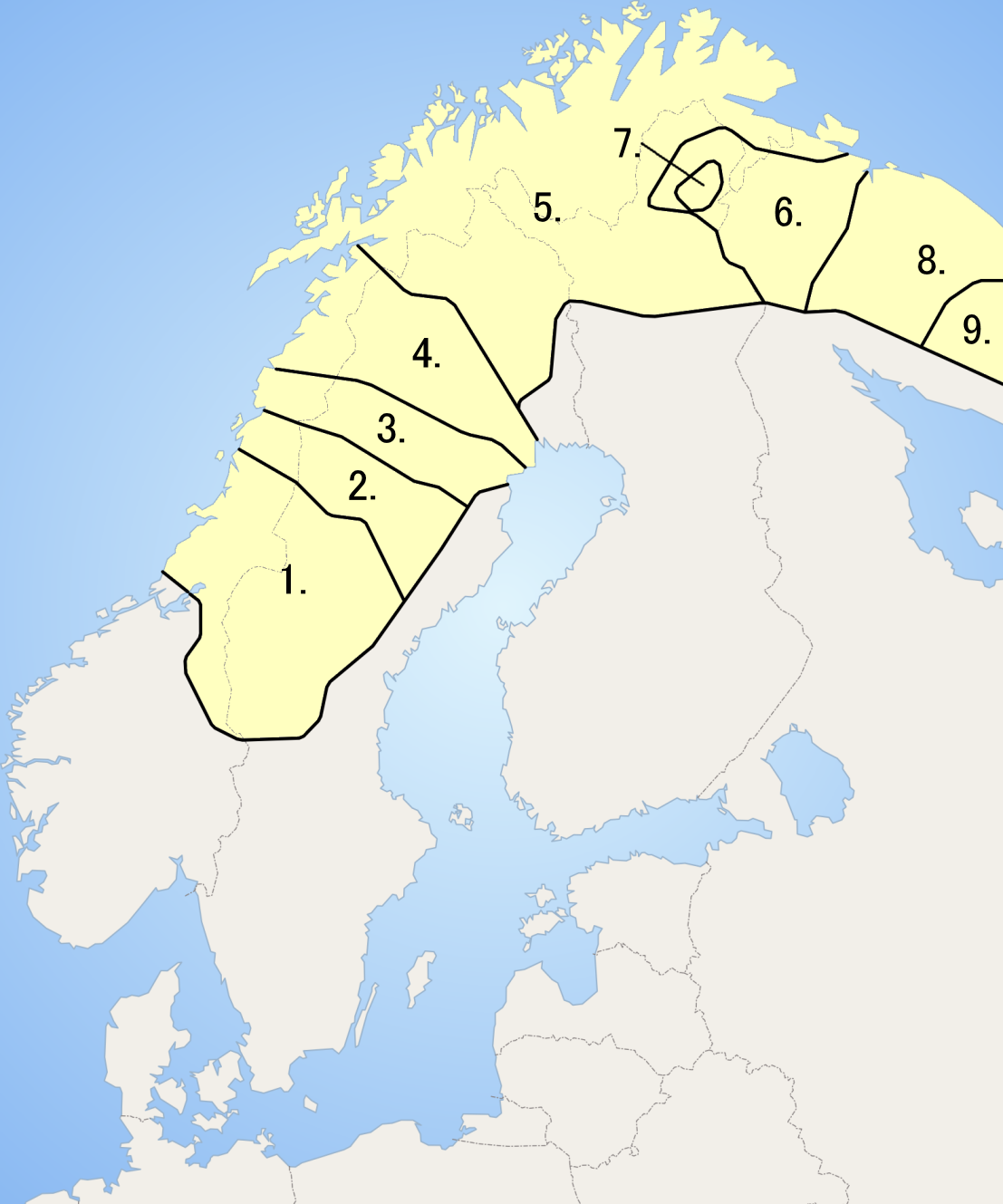
Karta över samiskans utbredning. Det umesamiska språkområdet är nummer 2 på kartan.

Umesamiska (inhemskt namn: ubmejesámiengiälla) är ett västsamiskt språk som talas av ett fåtal personer i Arvidsjaurs kommun, Malå kommun, sydöstra delen av Arjeplogs kommun, norra Tärna och Sorsele kommun i Sverige samt angränsande delar av Rana kommun i Norge.

## Utbredning
Umesamiskans nordgräns går vid Piteälven. Genom Arjeplogs kommun har språkforskarna identifierat en tydlig språkgräns mellan fjällsamerna, som talat pitesamiska, och skogssamerna i kommunens östra del, som talat umesamiska. Sydgränsen anses vanligen gå vid Umeälven. Uppteckningar av J.A. Nensén från 1830-talets Åsele lappmark tyder emellertid på att umesamiskan på den tiden talades även där, och sydgränsen skulle därmed ha gått vid gränsen mot Ångermanland och Jämtland. Precis som i Pite lappmark var umesamiskan i Åsele och Lycksele lappmarker nämligen ett språk som talades av skogssamer, och i takt med att dessa assimilerades i den svenska befolkningen minskade också användningen av språket. Utöver detta har den södra språkgränsen påverkats av olika administrativa åtgärder såsom riksgränsens fastställande och de moderna samebyarnas införande. 
I en studie publicerad 2012 valde professor emeritus Lars-Gunnar Larsson att dra umesamiskans sydgräns längs vattendelaren mellan Umeälven och Vojmån.

## Karakteristik
Umesamiskan har likheter med såväl nordligare som sydligare former av samiska. Stadieväxling förekommer, det vill säga att konsonanten eller konsonanterna inne i ett ord växlar mellan jämn och udda stavelse i ett jämnstavigt ord. Detta förekommer även i lulesamiska och pitesamiska, men saknas i sydsamiska. Umesamiskans vokalsystem är däremot mer likt sydsamiskans.
När språkforskare talar om sydsamiska i vid bemärkelse, i motsats till nordsamiska i vid bemärkelse (inklusive pite- och lulesamiska), inbegriper detta också umesamiska.

## Tidig litteratur
Sedan Skytteanska skolan i Lycksele inrättats 1632 blev Lycksele ett centrum för samisk utbildning. Förhållandevis många studenter kom från Lycksele och Åsele lappmarker, och eftersom umesamiska var det språk som talades i detta område blev det också det språk som flera av de första samiska böckerna skrevs på. Dit hör, enligt det mest omfattande standardverket för äldre samisk litteratur, Qvigstads och Wiklunds Bibliographie der lappischen Litteratur (1899):
- Laurentius Paulinus Gothus Thesaurus catecheticus (1668), översatt av Olaus Stephani Graan.
- Manuale Lapponicum (1669), också översatt av Olaus Stephani Graan.
- Nya Testamentet, översatt under åren 1701–1713 av Lars Rangius, men aldrig tryckt.
- ABC-bok (1726), översatt av Simon Granmark (Angurdolf).
- Martin Luthers lilla katekes (1726), översatt av Simon Granmark.
- Olof Svebilius förklaring över Martin Luthers lilla katekes (1738), översatt av Pehr Fjellström.[10]

Angående Pehr Fjellströms översättning av Svebelius förklaring menar dock Knut Bergsland, professor i finsk-ugriska språk och specialist på sydsamiska, att språket i den ligger närmare pitesamiska.

## Umesamiskan i senare tid
Skogssamerna i Lycksele och Åsele lappmarker assimilerades nästan fullständigt under 1800-talet och bytte därvid språk till svenska. Inom övriga delar av sitt gamla utbredningsområde levde umesamiskan vidare, om än med ett minskande antal talare. Omkring 1920 dokumenterades samiskan i bland annat östra Sorsele av Nils Moosberg. Malåsamiskan studerades på 1940-talet av tysken Wolfgang Schlachter, som skrev en omfattande ordbok. I boken finns också texter, bland annat den nedan återgivna.
Idag är det ytterst få personer som fått umesamiskan med sig hemifrån. Ett intensivt arbete för att dokumentera och revitalisera umesamiskan har under många år utförts av Henrik Barruk i Storuman som 2008 tilldelades det nordiska samiska språkpriset Gollegiella för sina insatser.
Den umesamiska ortografin godkändes av den Samiska språknämnden (Sámi giellalávdegoddi) 27 april 2010.
I Malå görs ansträngningar att öka samiskundervisningen i skolan.

## Exempel
| Transkribering | Översättning |
| Båtsuoj-bieŋjuv galggá báddie-gietjiesna álggiet lieratit. De tjuavrrá jiehtja viegadit ráddiesta ráddáje jah nav ájaj livva-sijiesna, guh jiehtják súhph. Die galggá daina báddie-bieŋjijne viegadit bijrra ieluon, nav júhtie biegŋja galggá vuöjdniet gúktie almatjh gelggh dahkat. Lierruo-biegŋja daggár bälij vánatallá ieluon bijrra ja ij akttak bijgŋuolissa luöjtieh. Die måddie bálliena daggár biegŋja, juhka ij leäh ållást lieratuvvama, die butsijda válldá ja dulvada. De daggár bälij tjuavrrá suv báddáje válldiet jah slåvvat. | Renhunden ska man börja lära i koppel. Då måste man själv springa från den ena kanten till den andra (av renhjorden) och så också på (renarnas) viloplats, medan de andra äter. Då ska man med den där bandhunden springa runt hjorden, så att hunden ser, hur folket gör. Lärohunden springer en sådan gång runt hjorden och låter ingen undslippa. Så finns det ofta sådana hundar, som inte har lärt sig helt, som tar någon ren och jagar iväg den. Då måste man en sådan gång sätta band på den och slå den. |

Texten tagen från https://web.archive.org/web/20120904134929/http://www2.sofi.se/daum/dialekter/samiska.htm med tillstånd från DAUM
I texten saknades vissa tecken, som istället var markerade med 1. Här är de ersätta av ŋ, som är lånat från nord- och lulesamiskan samt uttalas ng.